# Корнелий (обвинител)
Вижте пояснителната страница за други личности с името Корнелий.
Корнелий (на латински: Cornelius) е римлянин по времето на управлението на император Тиберий в Рим.
Корнелий не е римски сенатор. Става известен през 34 г., когато заедно със Сервилий, обвинява Мамерк Емилий Скавър за предполагаема изневяра с Ливия и участие в сбирки на магьостници. Той действа в борбата на привържениците на Луций Елий Сеян и на Квинт Невий Корд Суторий Макрон на страната на Макрон. Според Тацит той и съобвинителят му са изгонени още същата година на един остров и осъдени. Причинате е, че чрез подкуп не са издали Варий Лигур.